# Dambinietz

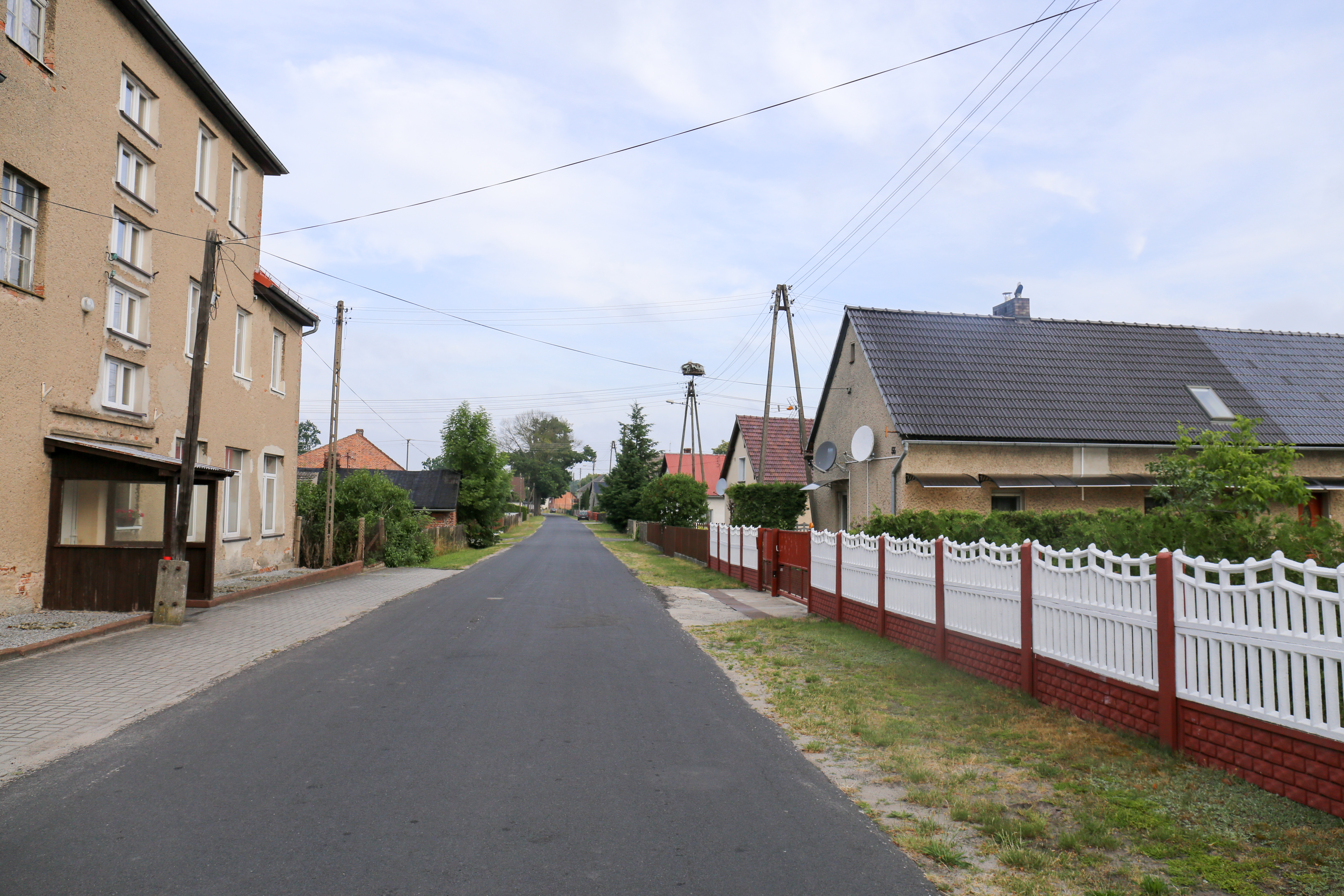
Bick ins Dorf

Dambinietz, polnisch Dębiniec, ist eine Ortschaft in Oberschlesien. Dambinietz liegt in der Gemeinde Murow im Powiat Opolski in der polnischen Woiwodschaft Opole.

## Geographie

### Geographische Lage
Dambinietz liegt im nordwestlichen Teil Oberschlesiens, circa zehn Kilometer östlich vom Gemeindesitz Murow sowie circa 30 Kilometer nördlich der Kreisstadt und Woiwodschaftshauptstadt Opole (Oppeln).
Das Straßendorf liegt inmitten weitläufiger Waldgebiete, die zum Landschaftsschutzpark Stobrawski gehören. Östlich von Dambinietz verläuft die Bahnstrecke Jełowa–Kluczbork mit dem Haltepunkt Tuły (dt. Thule).

### Nachbarorte
Nördlich von Dambinietz liegt der Ort Georgenwerk (poln. Bukowo). Im Süden liegen die beiden Orte Neu Budkowitz (poln. Nowe Budkowice) und  Alt Budkowitz (poln. Stare Budkowice).

## Geschichte
Die Gründung erfolgte im Jahr 1811 von Besitzern aus Alt Budkowitz, um ihre Felder besser bestellen zu können. Der slawische Ortsname Dębiniec leitet sich vom polnischen Wort Dąb (dt. Eiche) ab.
1845 bestanden im Dorf 55 Häuser und ein Teerofen. Im gleichen Jahr lebten in Dambinietz 350 Menschen. 1874 wurde der Amtsbezirk Alt Budkowitz gegründet, zu dem Dambinietz eingegliedert wurde. In späterer Zeit ist bis 1945 eine Försterei nachweisbar.
Bei der Volksabstimmung in Oberschlesien am 20. März 1921 stimmten 213 Wahlberechtigte für einen Verbleib bei Deutschland und 188 für Polen. Dambinietz verblieb beim Deutschen Reich. 1933 lebten im Ort 656 Einwohner. Am 18. April 1934 wurde der Ort in Eichberge umbenannt. 1939 hatte der Ort 630 Einwohner. Bis 1945 befand sich der Ort im Landkreis Oppeln.
Als Folge des Zweiten Weltkrieges kam der bisher deutsche Ort 1945 an Polen, wurde in Dębiniec umbenannt und der Woiwodschaft Schlesien angeschlossen. 1950 kam der Ort zur Woiwodschaft Opole und 1999 zum wiedergegründeten Powiat Opolski. Im März 2009 erhielt der Ort zusätzlich den amtlichen deutschen Ortsnamen Dambinietz.

## Sehenswürdigkeiten

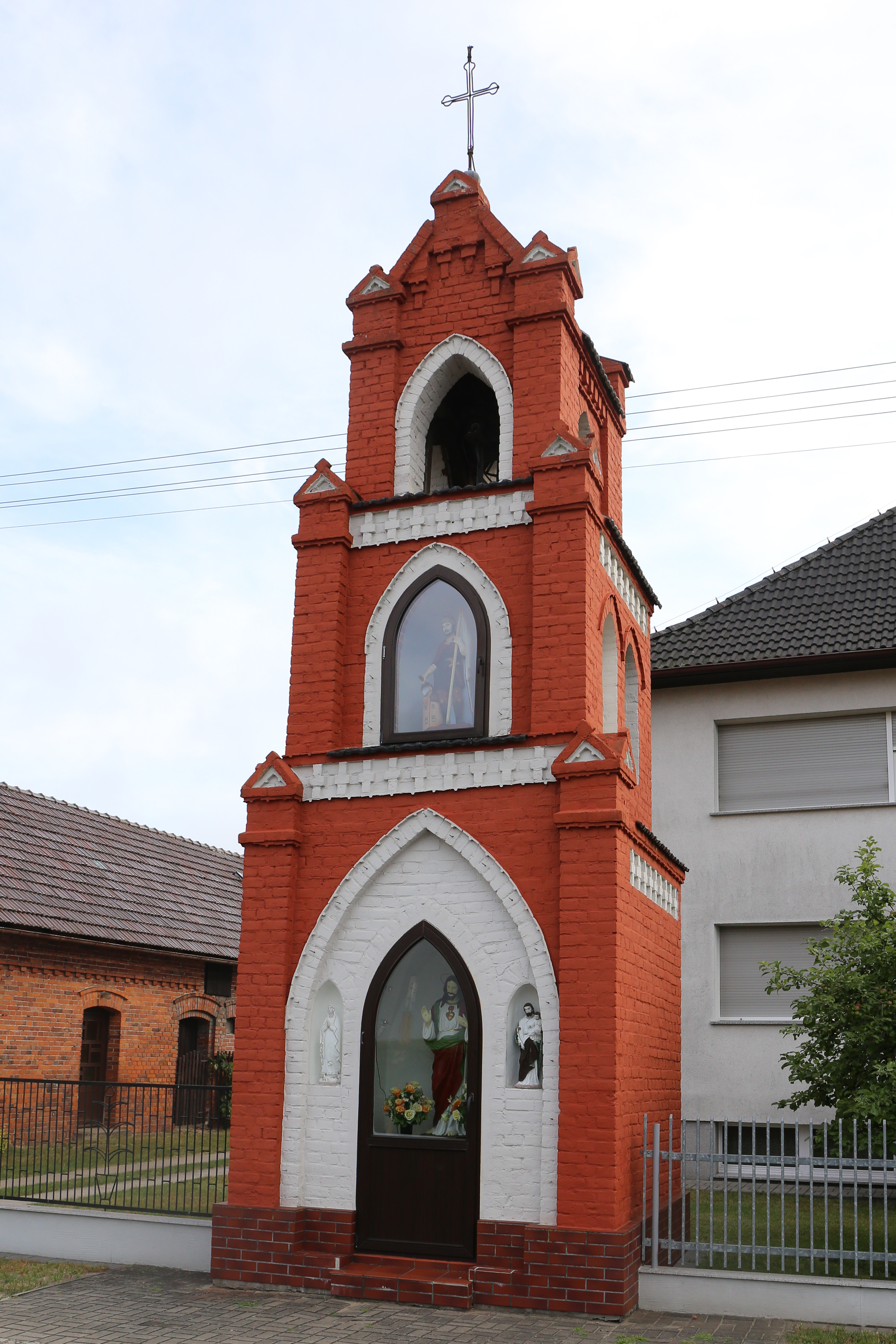
Backsteinkapelle

- Backsteinkapelle an der ul. Wiejska
- Wegekreuz an der ul. Wiejska

## Vereine
- Deutscher Freundschaftskreis